# Kalahari Express Airlines
Pour les articles homonymes, voir Kalahari.
Kalahari Express Airlines était une compagnie aérienne basée à Windhoek, Namibie. Elle a été absorbée par Air Namibia en 2001.

## Sources
- (en) Cet article est partiellement ou en totalité issu de l’article de Wikipédia en anglais intitulé « Kalahari Express Airlines » (voir la liste des auteurs).